# Xã Black Oak, Quận Craighead, Arkansas
Xã Black Oak (tiếng Anh: Black Oak Township) là một xã thuộc quận Craighead, tiểu bang Arkansas, Hoa Kỳ. Năm 2010, dân số của xã này là 2.307 người.